# Pringle of Scotland
Pringle of Scotland is een producent van luxueuze kasjmier en wollen kleding. Pringle werd door het Engels koningshuis benoemd tot  hofleverancier in 1956. Het bedrijf heeft hoofdvestigingen in Londen's Mount Street, Edinburgh’s George Street, Shanghai, Beijing en wordt verkocht in 20 landen.

## Bedrijfsgeschiedenis
Robert Pringle stichtte 'Pringle of Scotland' in 1815 in Hawick, Schotland. Aanvankelijk produceerde het bedrijf enkel sokken en ondergoed, maar vestigde in 1870 zijn naam als maker van luxegoederen door als eerste Europese bedrijf kleding te vervaardigen uit kasjmier. In 1934 werd Otto Weisz benoemd tot creatief directeur en dit zou naar wat later bleek een gouden greep blijken. Zo was hij degene die ervoor zorgde dat het iconische Schotse argyle-patroon vereenzelvigd zou worden met Pringle, wat al snel in goede aarde viel bij beroemdheden als Jean Simmons, Brigitte Bardot en Grace Kelly, alsmede koninklijke goedkeur kreeg van de Hertog van Windsor als golfkleding.
In de jaren tachtig en negentig van de 20ste eeuw speelde Pringle gretig in op deze associatie: het bedrijf sponsorde golfers als Nick Faldo en Colin Montgomerie, die beiden hun eigen kledinglijn kregen in het assortiment van Pringle. 
In 2000 draaide het bedrijf 4,5 miljoen pond verlies per jaar en werd Pringle of Scotland voor 6 miljoen pond overgenomen door de Hongkongse textielmagnaat S.C. Fang & Sons Company. Pringle heeft haar hoofdkantoor in Hawick, Schotland en de Design Studio in Londen, England. Nog altijd wordt het overgrote deel van de collectie in Schotland gemaakt.
Fran Stringer werd in 2016 benoemd tot Womenswear Design Director en in 2019 Giuseppe Marretta als Menswear Design Director.
In 2019 waren er samenwerkingen met zowel H&M wereldwijd (Pringle of Scotland X H&M) en skatersmerk Palace (Pringle of Scotland X Palace). In 2020 vierde Pringle of Scotland haar 205-jarige bestaan en lanceerde haar eerste capsule collectie volledig vervaardigd uit oude gerecyclede Pringle tuien, om aandacht te vragen voor een duurzame en toekomst bestendige kleding industrie.

## Bekende klanten
Naast koningin Elizabeth II heeft Pringle of Scotland door de eeuwen heen nog vele groten der aarde voorzien van kleding en dan met name aristocraten, sporters en artiesten, onder wie de Hertog van Windsor, Tilda Swinton, David Beckham, Nicole Kidman, Sophie Dahl en The Kooks.